# درونده فینن
درونده فینن (به هلندی: De Ronde Venen) یک شهرستان در هلند است که در استان اوترخت واقع شده‌است. درونده فینن −۲ متر بالاتر از سطح دریا واقع شده‌است.